# 三卡乡
三卡乡，是中华人民共和国黑龙江省大兴安岭地区呼玛县下辖的一个乡镇级行政单位。

## 行政区划
三卡乡下辖以下地区：
三卡村、繁荣村、黑山头村、沿江村、宽河村、老道店村、星山村和江湾村。